# Pasna spona z Vač
Pasna spona z Vač je eden najboljših primerov ilirske umetnosti in torevtike .

## Odkritje
Pasna spona z Vač je bila odkrita na halštatskem arheološkem najdišču Vače v Sloveniji, kjer je bilo najdenih več ilirskih situl, med katerimi je najbolj znana situla z Vač.

## Artefakt
Pasna plošča je iz 5. stoletja pred našim štetjem in je danes razstavljena v Dunajskem prirodoslovnem muzeju. V višino meri 28,5 cm in prikazuje pet figur, od tega štiri bojevnike v boju. Dva osrednja bojevnika sta na konju. Morda gre za upodobitve mitoloških dogodkov.